# Wu Shih-yi
Pour les articles homonymes, voir Wu.
Dans ce nom chinois, le nom de famille, Wu, précède le nom personnel Shih-yi.
Wu Shih-yi (chinois traditionnel : 吳詩儀 ; pinyin : Wú Shīyí), née le 27 avril 1998 à Taipei, est une boxeuse taïwanaise.

## Biographie
Wu Shih-yi est née le 27 avril 1998 à Taipei.
Elle commence la pratique de la boxe au collège, sur les suggestions de son professeur ayant observé ses capacités athlétiques, et dépose sa candidature en 2011,.
Elle prend part aux Jeux asiatiques pour la première fois en 2018,.
Elle participe à ses premiers Jeux olympiques en 2021, à l'occasion des Jeux de Tokyo.
En 2023, elle est médaillée de bronze aux Jeux asiatiques ; cette performance lui permet d'être qualifiée pour les Jeux olympiques de Paris l'année suivante.
Lors de l'épreuve olympique de boxe des Jeux de Paris, elle s'incline en demi-finale : elle est de fait médaillée de bronze, soit sa première performance olympique.

## Palmarès

### Jeux olympiques
- Médaille de bronze aux Jeux olympiques d'été de 2024 (poids légers)

### Championnat d'Asie
- Médaille d'argent aux championnats d'Asie de boxe amateur 2019 (poids légers)
- Médaille de bronze aux championnats d'Asie de boxe amateur 2022 (poids légers)

### Jeux asiatiques
- Médaille de bronze aux Jeux asiatiques de 2022[note 1] (poids légers)